# Tiger Flowers
Tiger Flowers, pseudonimo di "Theodore Flowers" (Camilla, 5 agosto 1895 – 16 novembre 1927), è stato un pugile statunitense.
La International Boxing Hall of Fame lo ha riconosciuto tra i più grandi pugili di ogni tempo.

## Biografia
Fu il primo afroamericano a conquistare il campionato mondiale dei pesi medi, battendo Harry Greb, con cui condivise una fine in giovane età del tutto simile. Morì infatti per le complicazioni dovute ad un'operazione chirurgica a cui si era sottoposto per rimuovere i postumi di cicatrici intorno agli occhi.
Durante la carriera incontrò altri grandi quali Mike McTigue, Sam Langford, Mickey Walker, Kid Norfolk.